# Comet (web技术)
Comet是一种用于web的推送技术，能使服务器实时地将更新的信息传送到客户端，而无须客户端发出请求，目前有两种实现方式，长轮询和iframe流。

## 实现方式

### 长轮询
长轮询是在打开一条连接以后保持，等待服务器推送来数据再关闭的方式。

### iframe流
iframe流方式是在页面中插入一个隐藏的iframe，利用其src属性在服务器和客户端之间建立一条长链接，服务器向iframe传输数据（通常是HTML，内有负责插入信息的javascript），来实时更新页面。
iframe流方式的优点是浏览器兼容好，Google公司在一些产品中使用了iframe流，如Google Talk。

## 未来
在HTML5标准中，定义了客户端和服务器通讯的WebSocket方式，在得到浏览器支持以后，WebSocket将会取代Comet成为服务器推送的方法，目前Google Chrome、Firefox、Opera、Safari等主流版本均支持，Internet Explorer从10开始支持。